# Leni Klum

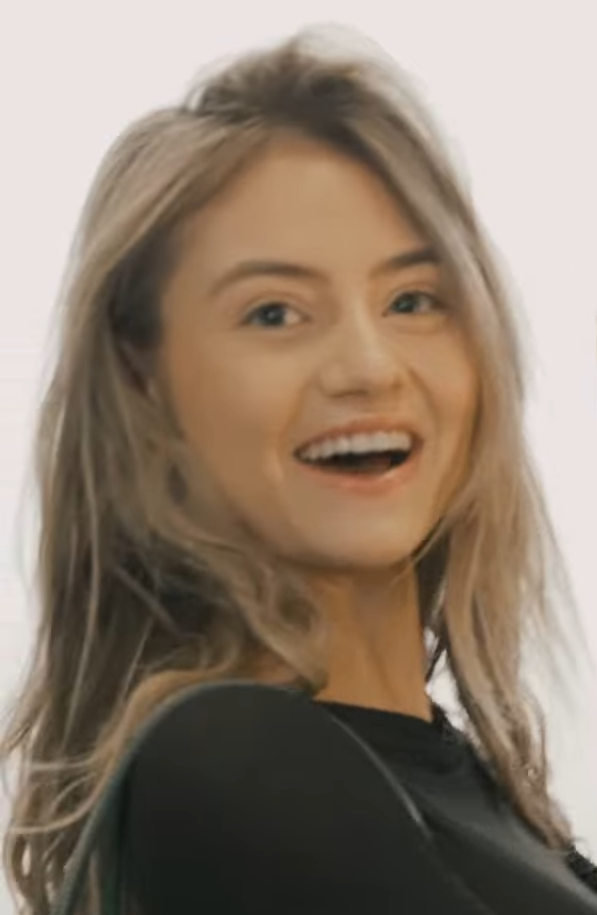
Leni Klum, 2023

Leni Klum (* 4. Mai 2004 in New York City; bürgerlich Leni Olumi Samuel) ist ein US-amerikanisch-deutsches Model.

## Familie
Leni Klum ist die Tochter von Heidi Klum aus deren Beziehung mit dem Formel-1-Manager Flavio Briatore. Um für sie die Staatsbürgerschaft der Vereinigten Staaten zu erhalten, brachte Klum sie in New York City zur Welt (Geburtsortsprinzip). 2009 wurde Leni Klum von Seal, dem damaligen Ehemann ihrer Mutter, adoptiert und erhielt den zweiten Vornamen Olumi. Aus dieser Ehe ihrer Mutter hat sie drei jüngere Halbgeschwister, aus einer 2008 geschlossenen Ehe ihres leiblichen Vaters einen jüngeren Halbbruder.

## Karriere
Im Januar 2021 erschien sie gemeinsam mit ihrer Mutter auf dem Cover der Vogue Germany, der Fotograf war Chris Colls. Auf der internationalen Vogue-Website erschien dazu ein Artikel über sie. Im selben Monat hatte sie ihr erstes alleiniges Titelblatt im Hunger Magazine, fotografiert von Rankin. Im Januar 2021 eröffnete sie die digitale Berlin Fashion Week. Dies war ihr erster Auftritt auf dem Laufsteg. Die internationale Berichterstattung darüber reichte von USA Today über das Wochenendmagazin IOdonna des Corriere della Sera, den Daily Mirror und People bis zur Women's Wear Daily.
Im April 2021 war sie auf dem Cover der Glamour Germany zu sehen. Seit September 2021 hat sie eine Kollektion zusammen mit About You.
Im September 2021 lief Leni Klum in Venedig für Dolce & Gabbana. Im Oktober 2021 war sie auf dem Cover des Rollacoaster Magazine zu sehen. Im Dezember 2021 folgte ein weiteres Cover für Harper’s Bazaar Kasachstan. Im Januar 2022 war Leni zusammen mit ihrer Mutter auf dem Cover der Elle Russia zu sehen. 2022 war sie Gastjurorin bei Germany’s Next Topmodel. Im selben Jahr schloss sie die Highschool ab. Im März 2022 war sie auf dem Cover der L’OFFICIEL Liechtenstein. Ebenfalls ist Leni Klum seit März 2022 Markenbotschafterin für Dior Beauty. Im April 2022 war sie erneut auf dem Cover der Glamour Germany sowie zusammen mit ihrer Mutter Heidi Klum auf dem Cover der Harper’s Bazaar Germany zu sehen.
Ebenfalls folgte im April 2022 ein weiteres Cover für das Tush-Magazine. Im Juli 2022 lief sie auf Sizilien für die Haute Couture-Kollektion von Dolce & Gabbana. Im März 2023 war Leni auf der Titelseite der InStyle Germany zu sehen. Ebenfalls folgte im März 2023 eine Kollektion zusammen mit Deichmann. Eine gemeinsame Werbekampagne mit ihrer Mutter im Mai 2023 für die Unterwäschemarke Intimissimi fand ebenfalls mediale Resonanz. Im Juni 2023 folgte ein Cover für das Super Magazine. Im Mai 2024 war sie auf dem Red Carpet bei der amfAR-Gala in Cannes zu sehen.
Leni Klum ist bei IMG Models unter Vertrag. Im Februar 2025 war sie erneut Gastjurorin bei Germany’s Next Topmodel.